# 新霍姆 (密蘇里州)
新霍姆（英語：New Home）是位於美國密蘇里州貝茨縣的非建制地區。

## 歷史
新霍姆的郵局於1872年設立，其後於1902年停運。

## 地理
新霍姆所處的海拔為高於海平面242米（即794英呎），而該地所採用的時區為UTC-6，即北美中部時區（CST）。同時該地設有夏令時間，為UTC-6調快一小時，即UTC-5（CDT）。